# Abbe Ibrahim
Abbe Ibrahim, właśc. Abdoulaye Ibrahim (ur. 25 lipca 1986 w Lomé) – togijski piłkarz występujący na pozycji napastnika.

## Kariera klubowa
Wychowanek Piłkarskiej Akademii Espoire. W 2004 grał w juniorskiej drużynie Chelsea F.C., a potem Manchesteru United. Na początku 2005 podpisał pierwszy profesjonalny kontrakt z amerykańskim MetroStars. W 2006 występował w szwedzkiej drużynie FC Café Opera. Następnie grał w kanadyjskim Toronto FC, a potem ponownie w FC Café Opera, noszącym już nazwę Väsby United. Zimą 2008 roku zasilił skład ukraińskiego FK Charków. Po sezonie 2008/09 charkowski klub spadł z Wyższej Lihi i piłkarz przeniósł się do rumuńskiego klubu Ceahlăulu Piatra Neamț. Następnie był zawodnikiem togijskiego Dynamic Togolais, a także gabońskiego CF Mounana.

## Statystyki
| Rozgrywki           | Poziom | Kraj              | Mecze | Bramki |
| ------------------- | ------ | ----------------- | ----- | ------ |
| Major League Soccer | I      | Stany Zjednoczone | 17    | 2      |
| Liga I              | I      | Rumunia           | 16    | 2      |
| Premier-liha        | I      | Ukraina           | 12    | 0      |

## Kariera reprezentacyjna
W latach 2006–2007 bronił barw młodzieżowej reprezentacji Togo.